# Gabriel Escorcia Gravini
Gabriel Antonio Escorcia Gravini (Soledad, 19 de marzo de 1891-Soledad, 28 de diciembre de 1920) fue un poeta colombiano, autor de la décima "La gran miseria humana".
A pesar de su corta existencia, se le conoce como uno de los mejores poetas de la historia del municipio de Soledad. Su obra forma parte de la tradición oral de la Costa Colombiana, llegando a ser convertida en paseo vallenato por el maestro Lisandro Meza.  
En su descendencia encontramos a su  sobrino, el poeta soledeño Darío Rubén Balza Villarreal, quien fue rector y dueño de los colegios Pablo Neruda y el Centro Educativo San Juan Bosco de Soledad. 

## Biografía
Nacido en el municipio de Soledad del departamento del Atlántico, le fue diagnosticada lepra a la edad de 15 años. A principios del siglo XX los leprosos en Colombia aún eran obligados a vivir en leprocomios, en el caso de joven poeta en "caño del oro" en Cartagena,sin embargo, su familia se opuso a someter al joven Gabriel a este humillante tratamiento. Convencieron al médico de no reportar el caso a cambio de mantenerle aislado en una celda en su casa paterna. Allí vivió recluido hasta su muerte 13 años después.
Es durante esta reclusión él escribe la mayor parte de su obra, poemas que exploraban el amor imposible y la muerte.Se tiene la creencia por su insigne poema y manteniéndose por la tradición oral que el poeta solamente por las noches salía de su encierro para visitar el cementerio central de Soledad, donde compuso, "La gran miseria humana".
Gabriel Escorcia Gravini, murió el 28 de diciembre de 1920 en la misma casa que se le había visto nacer.